# Brănești (gmina w okręgu Dymbowica)
Brănești – gmina w Rumunii, w okręgu Dymbowica. Obejmuje 2 miejscowości: Brănești i Priboiu. W 2011 roku liczyła 4097 mieszkańców. 